# ケッカソース

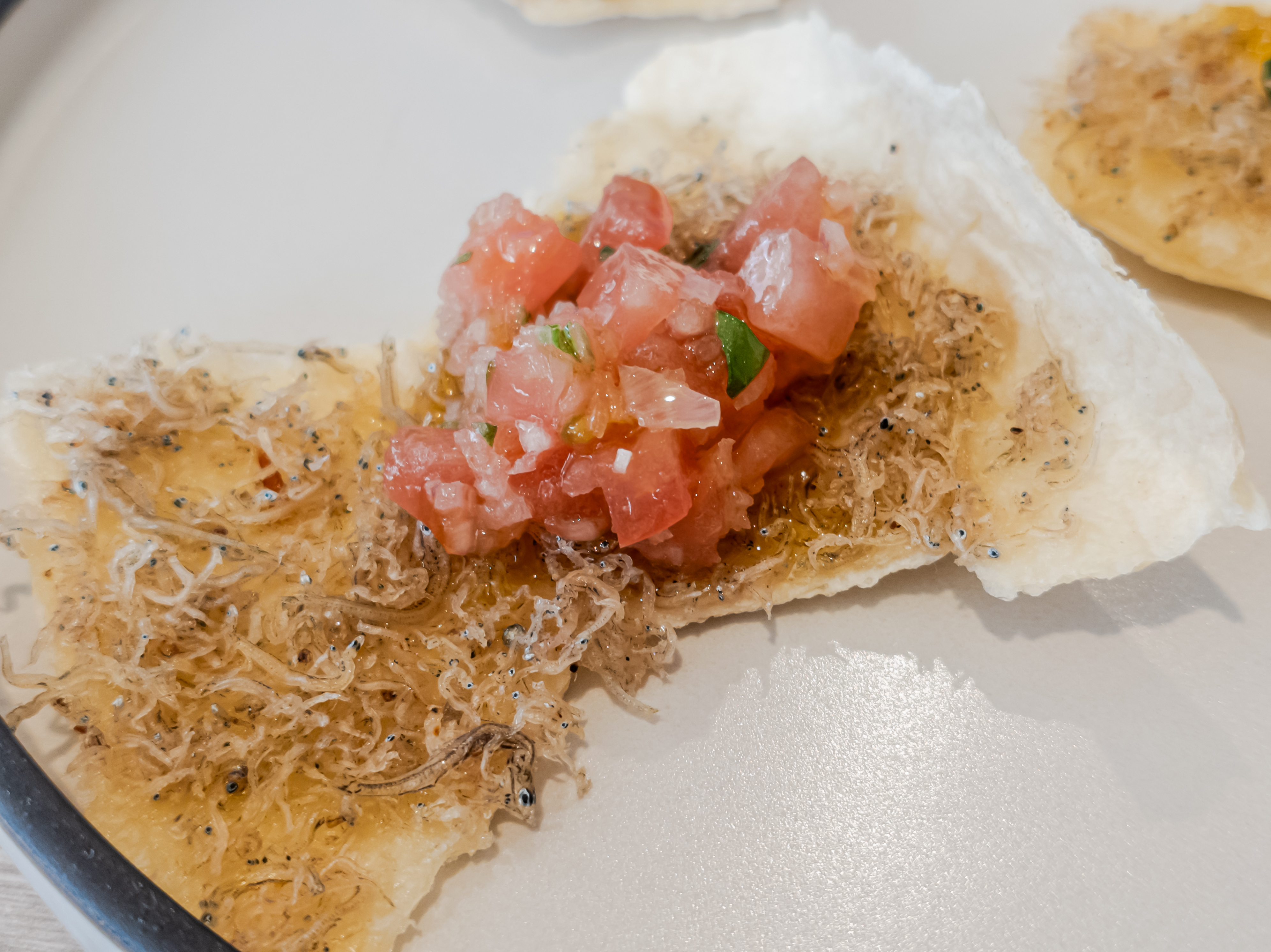
ケッカソースを乗せたシラスのクロスティーニ（日本・千葉県浦安市）

ケッカソース（sauce checca）はイタリアを発祥とする冷製のトマトソース。
ローマ以外では「ケッカ」とは呼ばれないことも多い。

## 概要
トマト、フェンネルシード、バジル、ニンニクを使った冷たいソースであり、作り方も簡単で料理への適用も幅広いため、イタリアの家庭の冷蔵庫には、自家製のケッカソースが常に入っていると言われるほど、親しまれているソースである。日本で紹介されるレシピでは、フェンネルシードは含まれないこともある。
家庭料理でもあるため、ズッキーニを入れる、黄色のプチトマトを入れるといったアレンジ幅も広く、各家庭によって「家庭の味」の違いともなっている。

## アッラ・ケッカ
アッラ・ケッカ（イタリア語: alla checca）は、イタリア料理において、生のトマトを加熱せずに使う料理であることを指す。パスタ・アッラ・ケッカならば、パスタの上に刻んだトマトを乗せたもので、コトレッタ・アッラ・ケッカは仔牛のコトレッタの上に刻んだトマトを載せた料理となる。トマト以外に何を使うかは自由であるが、あくまでもトマトが主役になるように食材は選択される。

## 名称について
「checca」とはイタリアでは女性の名前「フランチェスカ」の愛称である。ローマ訛りでは「氷」の意味もある。
また、「女性っぽい気持ちの悪い存在」を指し、からかいの意味から、ホモセクシュアルの男性を揶揄する呼び方としても使用されてきた。なぜこのような揶揄に使用されるようになったのかは諸説あり、以下に例示する。
- 冷蔵庫が普及する以前に、食材の保冷目的に使われていた氷を運ぶ男性の姿が女性っぽく見えたから[3]。
- 重たい氷を運ぶ際には、小さな歩幅で歩かねばならず、その姿がスカートをはいて小股で歩いているかのようだから。また、氷の塊をローマ下町ではケッカと呼ぶことから、女っぽい男性をケッカと呼ぶようになった[3]。
- ローマ下町のトラステヴェレ地区でグラニータを売る妙に女性っぽい男性がいた。男性の名はフランチェスコで、愛称ケッコ。ケッコのの女性形ケッカがホモセクシュアルで女性っぽい男性を総称するようになった[3]。
- ケッカに使われるフェンネルはイタリア語で「finocchio」であり、オカマを意味する隠語であるため、「ケッカ」と言う言葉をあてた[2]。

こういったことから、ケッカソース、アッラ・ケッカを日本語で説明するのに「オカマ風」と表現することもある。同様に「娼婦風」と説明されるプッタネスカともども、その場のノリで名づけられた名称で、深い意味はないのではないかと土田美登世は推測している。